# テグルン
テグルン（モンゴル語: Tegülün, 生没年不詳）は、モンゴル帝国第5代皇帝セチェン・カアン(世祖クビライ)の皇后(ハトゥン)。
『元史』などの漢文史料では帖古倫(tiègŭlún)大皇后と記されるが、『集史』などのペルシア語史料には登場しない。

## 概要
『元史』巻106表1后妃表にはクビライの「大オルド(斡耳朶)」の主であったという。しかし、その事蹟についてはほとんど記録がない。
一方、『集史』「メルキト部族志」には「チンギス・カンの時代にウドイト・メルキトの王であり長であったのはトクタ・ベキであった。彼にはクドゥという名前の兄弟がおり、彼の娘はトルカイチンという名前であった。チンギス・カンは、クビライ・カアンのために、彼が13歳の時に求めた。彼女を全てのカトンより先に娶ったが、子が居なかったので、彼女の地位は他のカトンより低かった。」とあり、この「トルカイチン」とテグルンを同一人物と見る説もある。しかし、宇野伸浩は「地位は他のカトンより低かった」トルカイチンと「大オルド(斡耳朶)」の大皇后テグルンを同一視するのは不自然であると指摘し、上記の説を否定している。いずれにせよ、クビライがテグルンを娶ったのは13歳の時以降のことであると見られる。